# Djefatnebti
Djefatnebti (... – XXVII secolo a.C.) è stata una regina egizia della III dinastia. Fu probabilmente sposa dell'ultimo faraone di tale dinastia, Huni.

## Identificazione

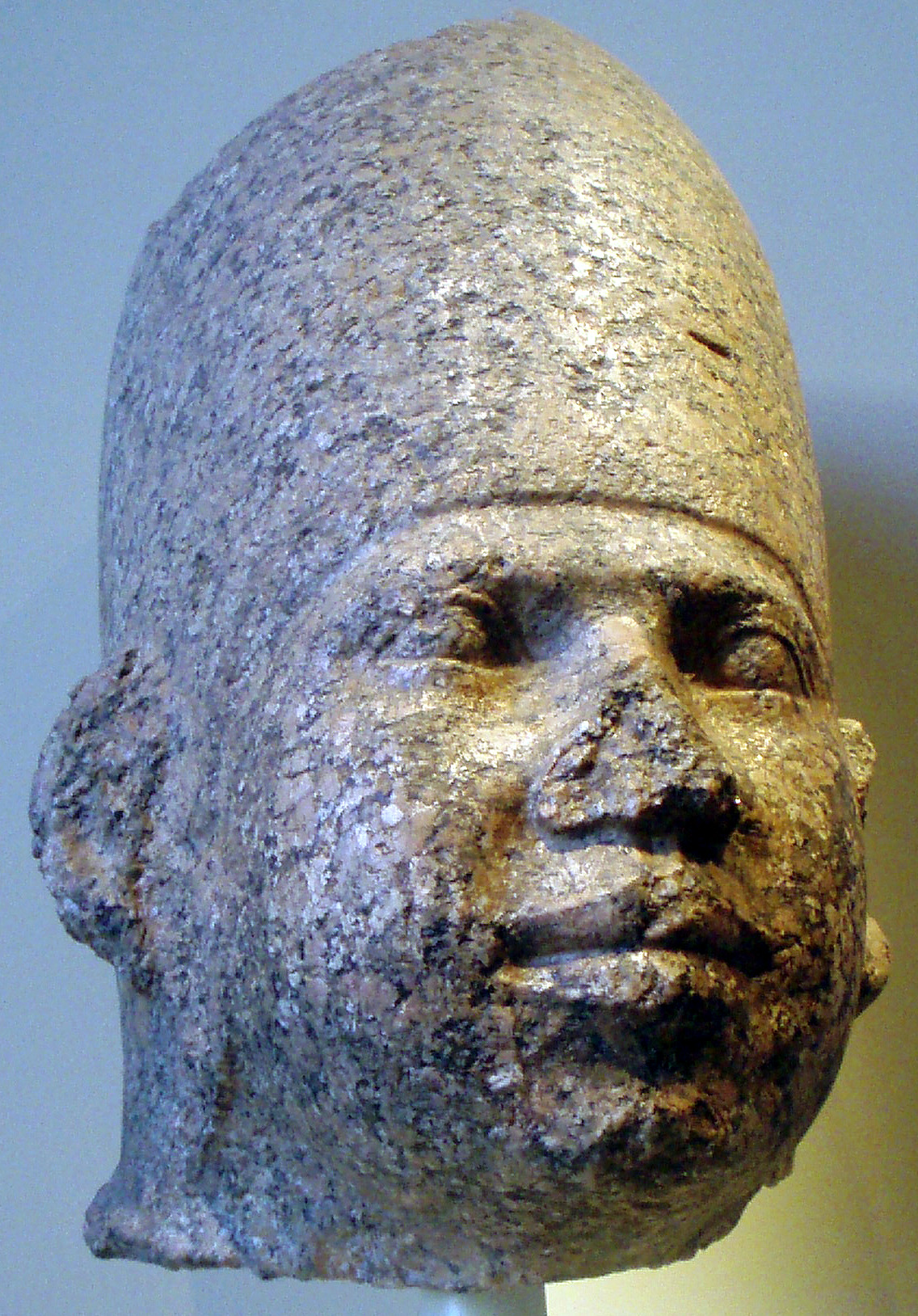
Testa di un faraone dell'Antico Regno, comunemente identificato con Huni, verosimilmente sposo di Djefatnebti. Brooklyn Museum

Il suo nome significa Il mio cibo sono le Due Signore (con riferimento alle due divinità dell'Alto e Basso Egitto, Nekhbet e Uadjet).
Il nome di Djefatnebti compare in un'unica iscrizione in inchiostro nero su una giara di birra, scoperta nella zona orientale dell'isola Elefantina. Inoltre furono rinvenute altre tre iscrizioni. La prima menziona <<l'anno dei seguaci di Horus>> e la fondazione di un luogo il cui nome non è sopravvissuto. La seconda menziona <<la seconda volta dei seguaci di Horus>> e la <<undicesima conta dei campi di Eliopoli>>. La terza contiene l'espressione <<Il Re dell'Alto e del Basso Egitto appare>> e menziona una <<terza lotta contro i predoni>> e la morte di Djefatnebti. Siccome la conta dei campi avveniva per la riscossione delle imposte ogni due anni, e quella registrata è l'undicesima (la conta partiva sempre dall'ascesa al trono del faraone), l'iscrizione è così databile cronologicamente al ventiduesimo anno di regno di un faraone non nominato. La morte di Djefatnebti potrebbe essere avvenuta, perciò, poco prima o poco dopo la realizzazione di tali iscrizioni.

## Datazione
L'iscrizione attribuisce a Djefatnebti il titolo femminile di Weter-heres, che significa La Grande dello Scettro Heres: il normale titolo delle regine dell'Antico Regno. Quindi è molto probabile che Djefatnebti sia stata una regina della III dinastia egizia. L'egittologo Günther Dreyer sostiene che tale regina fu una sposa di Huni. Infatti nessun altro sovrano della III dinastia regnò più di 22 anni. La sua teoria non è comunemente accettata, siccome l'iscrizione non menziona mai Huni per nome.

## Sepoltura
La sepoltura della regina Djefatnebti è sconosciuta.